# Комеат (Тимиш)
Комеат (рум. Comeat) насеље је у Румунији у округу Тимиш у општини Богда. Oпштина се налази на надморској висини од 171 m.

## Историја
"Комеат" (по румунски) или "Лихтенвалд" (по немачки) су називи за некадашње српско насеље Корњат. По "Румунској енциклопедији" помињу се 1547. године два блиско налазећа насеља "Долни Корњат" и "Горни Корњат". Место је било слабо насељено а 1761. године помиње се мала дрвена црква (православна) у њему.
За време Терезијанских колонизација село, сада јединствено место населиће 1771. године, 42 породице Шваба, које ће убрзо подићи себи римокатоличку цркву. Власт је дотадашњи назив села (Комеат) преименовала у "Лихтенвалд". Место је 1782. године од ранијег власника Јосифа Потиондија, купила држава па га продала касније браћи Петру и Францу Циокану.
У исто време поред насељеника Шваба, живе и Румуни, чији ће се број временом повећавати. Тако да 1869. године од 435 становника њих 385 су Румуни.
По аустријском царском ревизору Ерлеру 1774. године место "Лихтенвалд" припада  Сентмклошком округу, Липовског дистрикта. Тада још није било католичке богомоље а становништво је претежно немачко.

## Становништво
Према подацима из 2002. године у насељу је живело 33 становника, од којих су сви румунске националности.